# Daisuke Yano
Daisuke Yano (矢野 大輔 Yano Daisuke?, nacido el 26 de octubre de 1984 en Kikuyō, Kumamoto) es un exfutbolista japonés. Jugaba de defensa y su último club fue el Roasso Kumamoto de Japón.

## Trayectoria

### Clubes
| Club            | País  | Año         |
| --------------- | ----- | ----------- |
| Gamba Osaka     | Japón | 2003 - 2004 |
| Sagan Tosu      | Japón | 2005 - 2006 |
| Roasso Kumamoto | Japón | 2006 - 2014 |

## Estadística de carrera

### J. League
| Club            | Año   | J. League | J. League | Copa J. League | Copa J. League | Total | Total |
| Club            | Año   | Part.     | Goles     | Part.          | Goles          | Part. | Goles |
| --------------- | ----- | --------- | --------- | -------------- | -------------- | ----- | ----- |
| Gamba Osaka     | 2003  | 0         | 0         | 0              | 0              | 0     | 0     |
| Gamba Osaka     | 2004  | 0         | 0         | 0              | 0              | 0     | 0     |
| Sagan Tosu      | 2005  | 20        | 1         | -              | -              | 20    | 1     |
| Sagan Tosu      | 2006  | 3         | 0         | -              | -              | 3     | 0     |
| Roasso Kumamoto | 2008  | 36        | 1         | -              | -              | 36    | 1     |
| Roasso Kumamoto | 2009  | 36        | 1         | -              | -              | 36    | 1     |
| Roasso Kumamoto | 2010  | 32        | 2         | -              | -              | 32    | 2     |
| Roasso Kumamoto | 2011  | 19        | 2         | -              | -              | 19    | 2     |
| Roasso Kumamoto | 2012  | 28        | 2         | -              | -              | 28    | 2     |
| Roasso Kumamoto | 2013  | 36        | 2         | -              | -              | 36    | 2     |
| Roasso Kumamoto | 2014  | 19        | 0         | -              | -              | 19    | 0     |
| Total           | Total | 229       | 11        | 0              | 0              | 229   | 11    |